# Jared Daperis
Jared Daperis (Melbourne, 18 de agosto de 1990) es un actor y director australiano, conocido por haber interpretado a Joe Cartwright en la serie Ponderosa y a Ralph Owen en la serie Holly's Heroes.

## Biografía
Su hermano mayor es el actor, escritor y director australiano Daniel Daperis.

## Carrera
En 1996 apareció en un episodio de la popular serie australiana Neighbours donde interpretó a un joven.
En 1997 interpretó a Matthew de joven en la serie Halifax f.p. durante el episodio "Déjà Vu", anteriormente había aparecido por primera vez en la serie en 1994 donde interpretó a Jason Toser en el episodio "Acts of Betrayal".
En 1999 apareció como invitado en la serie policíaca Stingers donde interpretó a Joshua Tennant.
En el 2001 se unió al elenco principal de la serie Ponderosa donde interpretó al pequeño Joe Cartwright hasta el final en el 2002. La serie es una pre-cuela de la serie Bonanza. Ese mismo año interpretó a Kenny Kimes a los ocho años en la película Like Mother Like Son: The Strange Story of Sante and Kenny Kimes la cual está basada en la historia de la asesina Sante Kimes (Mary Tyler Moore) quien junto a su hijo Kenny cometen varios crímenes. El actor norteamericano Gabriel Olds interpretó a Kenny de grande.
En el 2003 se unió al elenco de la serie Ocean Star donde interpretó a Trent Steadman quien junto a su hermano Dylan Steadman (Jason Smith) son enviados por su madre a vivir con su padre en una pequeña ciudad costera.
En el 2005 interpretó a Jamie Hunter en el episodio "Kicking Over the Traces" de la serie policíaca Blue Heelers, anteriormente apareció por primera vez en la serie a Timmy Fielding en el episodio "Shadow Man" y más tarde a Joey Hobson en dos episodios. Ese mismo año se unió al drama Holly's Heroes donde dio vida a Ralph Owen.
En el 2011 se unió al elenco de la serie Small Time Gangster donde dio vida a Charlie Donald. Ese mismo año apareció en la película The Cup donde interpretó a Frankie Dettori, un corredor de carreras de caballos italiano.	
En el 2013 se unió al elenco principal de la serie Underbelly: Squizzy donde interpretará al criminal y gánster Leslie "Squizzy" Taylor, La serie es la sexta temporada de la serie Underbelly.

## Filmografía[3]
Series de televisión
| Año         | Título                         | Personaje                | Notas                                    |
| ----------- | ------------------------------ | ------------------------ | ---------------------------------------- |
| 2013        | Miss Fisher's Murder Mysteries | Charlie Street           | episodio "The Blood Of Juana The Mad"    |
| 2013        | Underbelly: Squizzy            | Leslie "Squizzy" Taylor  | 8 episodios                              |
| 2011        | Small Time Gangster            | Charlie Donald           | 8 episodios                              |
| 2009        | Carla Cametti PD               | Jonathan "Jonno" Carroll | 2 episodios                              |
| 2005        | Holly's Heroes                 | Ralph Owen               | 26 episodios                             |
| 2005        | Scooter: Secret Agent          | Nigel                    | episodio "Operation: Dollface"           |
| 2003        | Ocean Star                     | Trent Steadman           | 12 episodios                             |
| 2001 - 2002 | Ponderosa                      | Joe Cartwright           | 19 episodios                             |
| 2001        | Round the Twist                | Barnaby Von Clapp        | episodio "Welcome Back"                  |
| 1999        | Stingers                       | Joshua Tennant           | episodio "Judas Kiss"                    |
| 1998        | Blue Heelers                   | Joey Hobson              | 2 episodios                              |
| 1997        | Halifax f.p.                   | Matthew                  | episodio "Déjà Vu"                       |
| 1996        | Neighbours                     | Joven                    | episodio # 1.2742                        |
| 1995        | Janus                          | Pauli                    | episodio "Intent to Permanently Deprive" |
| 1995        | Snowy River: The McGregor Saga | Luke                     | episodio "The Lion and the Lamb"         |
| 1992        | Lift Off                       | Ralph García             | -                                        |

Películas
| Año  | Título                                                           | Personaje            | Notas                                                                      |
| ---- | ---------------------------------------------------------------- | -------------------- | -------------------------------------------------------------------------- |
| 2011 | The Cup                                                          | Frankie Dettori      | junto a Stephen Curry, Daniel MacPherson, Shaun Micallef & Brendan Gleeson |
| 2008 | Playing for Charlie                                              | Tony Hobbs           | junto a Shane Connor, Rhiannon Fish & Mark Leonard Winter                  |
| 2001 | Like Mother Like Son: The Strange Story of Sante and Kenny Kimes | Kenny Kimes (8 años) | junto a Mary Tyler Moore, Robert Forster & Jean Stapleton                  |
| 2000 | Dogwoman: Dead Dog Walking                                       | Sean Finlay          | junto a Magda Szubanski, Tara Morice, Sandy Winton & Anne Phelan           |
| 1999 | The Order                                                        | -                    | corto - junto a Pauline Whyman                                             |

Director
| Año  | Título     | Notas               |
| ---- | ---------- | ------------------- |
| 2011 | Phone Call | corto - co-director |

Teatro
| Año  | Obra           | Personaje       | Director (a) | Teatro        | Notas                                                                                          |
| ---- | -------------- | --------------- | ------------ | ------------- | ---------------------------------------------------------------------------------------------- |
| 2006 | Hotel Sorrento | Troy Moynihan   | Bruce Myles  | Theatre Royal | junto a Celia de Burgh, Kevin Harrington, Jane Nolan, Roger Oakley & Marcella Russo            |
| 2003 | The Full Monty | Nathan Lukowski | Matt August  | State Theatre | junto a Danielle Barnes, Laura Fitzpatrick, Maryanne McCormack, Paul Mercurio & Rowena Wallace |
| 2003 | Oliver!        | Artful Dodger   | -            | -             | -                                                                                              |

## Premios y nominaciones
| Año  | Categoría                                                     | Premio             | Serie     | Resultado |
| ---- | ------------------------------------------------------------- | ------------------ | --------- | --------- |
| 2002 | Best Performance in a TV Drama Series: Supporting Young Actor | Young Artist Award | Ponderosa | Nominado  |